# Tordenc de bec taronja
El tordenc de bec taronja (Argya rufescens) és un ocell de la família dels leiotríquids (Leiothrichidae).

## Hàbitat i distribució
Viu a la selva pluvial de Sri Lanka.